# Graptopetalum mendozae
Graptopetalum mendozae là một loài thực vật có hoa trong họ Crassulaceae. Loài này được Glass & M.Cházaro Basáñez miêu tả khoa học đầu tiên năm 1997.